# Tumbuk Tebing
Tumbuk Tebing is een bestuurslaag in het regentschap Zuid-Bengkulu van de provincie Bengkulu, Indonesië. Tumbuk Tebing telt 530 inwoners (volkstelling 2010).